# Puño fuerte
Puño fuerte fue una revista publicada en la Argentina por Editorial Manuel Láinez a partir de 1950. PZP lanzó otra revista con el mismo título en 1996.

## Primera época (1950)
Puño fuerte tenía inicialmente un formato apaisado, e incluía mayormente historietas de procedencia extranjera, aunque con el tiempo apostó cada vez más por la producción local:
| Años | Números | Título         | Guionista       | Dibujante      |
| ---- | ------- | -------------- | --------------- | -------------- |
|      |         | Dick Tracy     | Chester Gould   | Chester Gould  |
|      |         | Steve Roper    | Allen Saunders  | Elmer Woggon   |
|      |         | Rash Nelson    | Pilo Mayo       | Rodolfo Zalla  |
|      |         | El Cabo Savino | Gustavo Solanas | Carlos Casalla |
| 1954 |         | Lindor Covas   |                 | Walter Ciocca  |
| 1959 |         | Rock Brash     |                 | Aldo Baamonde  |

Cambió luego su formato a vertical.

## Segunda época (1996)
En 1996 PZP lanzó otra revista con este título, que sólo alcanzó 8 números, bajo la dirección de Andrés Paez.